# 埃里克·施米特 (手球运动员)
埃里克·施米特（德語：Erich Schmitt，1912年8月6日—1979年10月29日），瑞士男子手球运动员。他曾代表瑞士参加1936年夏季奥林匹克运动会手球比赛，获得一枚铜牌，他在所有五场比赛都有上场。